# 雷霆大帝
雷霆大帝，是道教神靈，本名陳文玉，雷州人，唐朝贞观年間出任雷州首任刺史，唐代封為「雷霆护国显应大王」。民间尊为雷祖，雷州有多处为其修建的雷祖祠庙。出生地被称为雷祖诞降地。道教称「九天雷祖大帝」，为神霄九宸上帝之一。

## 雷祖传说

### 雷州府志
南北朝陳代陈宣帝太建二年（公元570年）九月初一日，生于州南五里之英灵村，「九耳呈祥，雷祖诞降」的传说便源于此。贞观五年（公元631年），唐太宗传闻陈文玉性至孝、才华横溢、武艺超群、为人刚正不阿，破例起用为合州刺史。满朝文武大臣皆称善。曰："名爵人所易得，纯孝子所难求"。故唐贞观五年，朝廷任命陈文玉为本州刺史。精察吏治，巡访境内，苏民疾苦，怀集峒落，诸酋相继输款,“民皆富遮”“民俗丕变”。贞观八年，陳文玉上奏请求改合州为雷州。贞观十二年陈文玉谢世，百姓立为他立庙塑像，尊之为“雷祖”，称为“白院公”，贞观十六年，唐太宗李世民下令于雷州城西六里锋为陈文玉立庙，并特降诏敕，大加褒奖：一褒“养晦数十年，恶事非君”；二奖，‘受职父母邦，德政彰明”。

### 文献记载
关于雷祖传说的记载最早出现于唐代史学家沈既济（约750--800）的传奇小说《雷民传》。

宋代吴千仞撰写的《英山雷庙记》则明确指出雷祖名讳「陈文玉」。
北宋宰相丁谓的《重建威德王庙碑》也有同样的记载:
《萬曆續道藏·搜神記》中关于雷神陳文玉的叙述：

## 历代封号
| 贞观十六年（642）    | 雷震王                 |
| 乾化元年（911）      | 雷霆护国显应王         |
| 大有十三年（940）    | 灵震王                 |
| 开宝二年（969）      | 灵震显明昭德王         |
| 开宝三年（970）      | 灵明昭德王             |
| 熙宁九年（1076）     | 威德王                 |
| 绍兴三十一年（1161） | 显震王                 |
| 干道三年（1167）     | 威德昭显王             |
| 庆元三年（1197）     | 威德昭显广佑王         |
| 淳佑十一年（1251）   | 威德昭显普济王         |
| 德佑元年（1275）     | 威德英灵昭顺广佑普济王 |
| 泰定二年（1325）     | 神威刚应光化昭德王     |
| 乾隆十九年（1754）   | 宣威布德之神           |
| 乾隆六十年（1795）   | 康济宣威布德之神       |

## 关联项目
- 雷祖祠
- 雷祖祠石人
- 雷州
- 雷祖诞降地
- 雷祖公馆
- 北家村雷祖庙
- 榜山雷祖古庙